# (266465) Andalucia
Pour les articles homonymes, voir Andalucia (homonymie).
(266465) Andalucia est un astéroïde de la ceinture principale.

## Description
(266465) Andalucia est un astéroïde de la ceinture principale. Il fut découvert le 16 juillet 2007 à La Sagra par l'observatoire astronomique de Majorque. Il présente une orbite caractérisée par un demi-grand axe de 3,14 UA, une excentricité de 0,16 et une inclinaison de 16,0° par rapport à l'écliptique.